# Brian Fallon
Brian Fallon (Red Bank, 28 gennaio 1980) è un cantautore statunitense.
È conosciuto soprattutto come cantante, chitarrista ritmico e principale compositore della band rock The Gaslight Anthem, con cui ha registrato cinque album in studio. È anche un membro del duo the Horrible Crowes insieme al tecnico delle chitarre e chitarrista turnista dei Gaslight Anthem, Ian Perkins.

## Biografia
Fallon è nato a Red Bank nel New Jersey, nel 1980. Sua madre Debbie era in una band folk alla fine degli anni '60 chiamata "The Group Folk Singers". Fallon trascorse la sua adolescenza a Hackettstown nel New Jersey, dove strinse amicizia con Tom "Tommy Gunn" DuHamel della band Communication Redlight. Fallon frequentò la Hackettstown High School.
Una volta voleva anche creare una piccola etichetta discografica che avrebbe assunto il nome di "Old 45 Records".

### No Release (1997)
All'età di 17 anni, Fallon pubblicò una cassetta intitolata The Coffeehouse Sessions con il nome No Release. Fu rilasciata attraverso la Mean Little Man Productions. Esistono solo 200 copie della demo. Comprende 16 tracce che caratterizzarono Chris Eissing come chitarra solista su alcune di esse.

### Amping Copper (2001)
Con la band Amping Copper, che fu chiamata "sostanzialmente... Surrogate McKenzie versione 2", Fallon fu coinvolto nella registrazione del cd omonimo a 6 tracce, Amping Copper, nel 2001.

### Brian Fallon - Cincinnati Rail Tie (2004)
Dopo gli Amping Copper, Fallon decise di registrare un EP solista mantenendo l'atmosfera della band. Chiese ad un amico, Casey Lee Morgan, della band Lanemeyer di suonare la batteria. Un altro amico, Mike Hemberger, avrebbe suonato il basso e prodotto l'EP. Uno dei vecchi insegnanti di chitarra di Fallon, Tim Fogarty, suonava la chitarra su due tracce. Insieme registrarono The American Music EP nel 2004, con la madre di Fallon come corista.

### This Charming Man (2004–2005)
Nel 2004, Fallon, insieme a Michael Volpe, Chris Clementi e Mike Leboeuf, fondarono This Charming Man. Fallon e Volpe rimasero gli unici membri originali quando Benny Horowitz e Alex Levine si unirono alla band alla fine del 2005. All'inizio del 2006, Volpe decise di lasciare la band e fu ingaggiato Alex Rosamilia, creando così la futura line-up dei Gaslight Anthem.
L'unico disco rilasciato dai This Charming Man fu Every Little Secret nel 2005, con la formazione originale. Un'altra canzone della band originale chiamata "She Coulda Raised the Titanic" divenne in seguito "1930" sull'album dei Gaslight Anthem, Sink o Swim.

### The Gaslight Anthem (2006–2015, 2018, 2022-oggi)

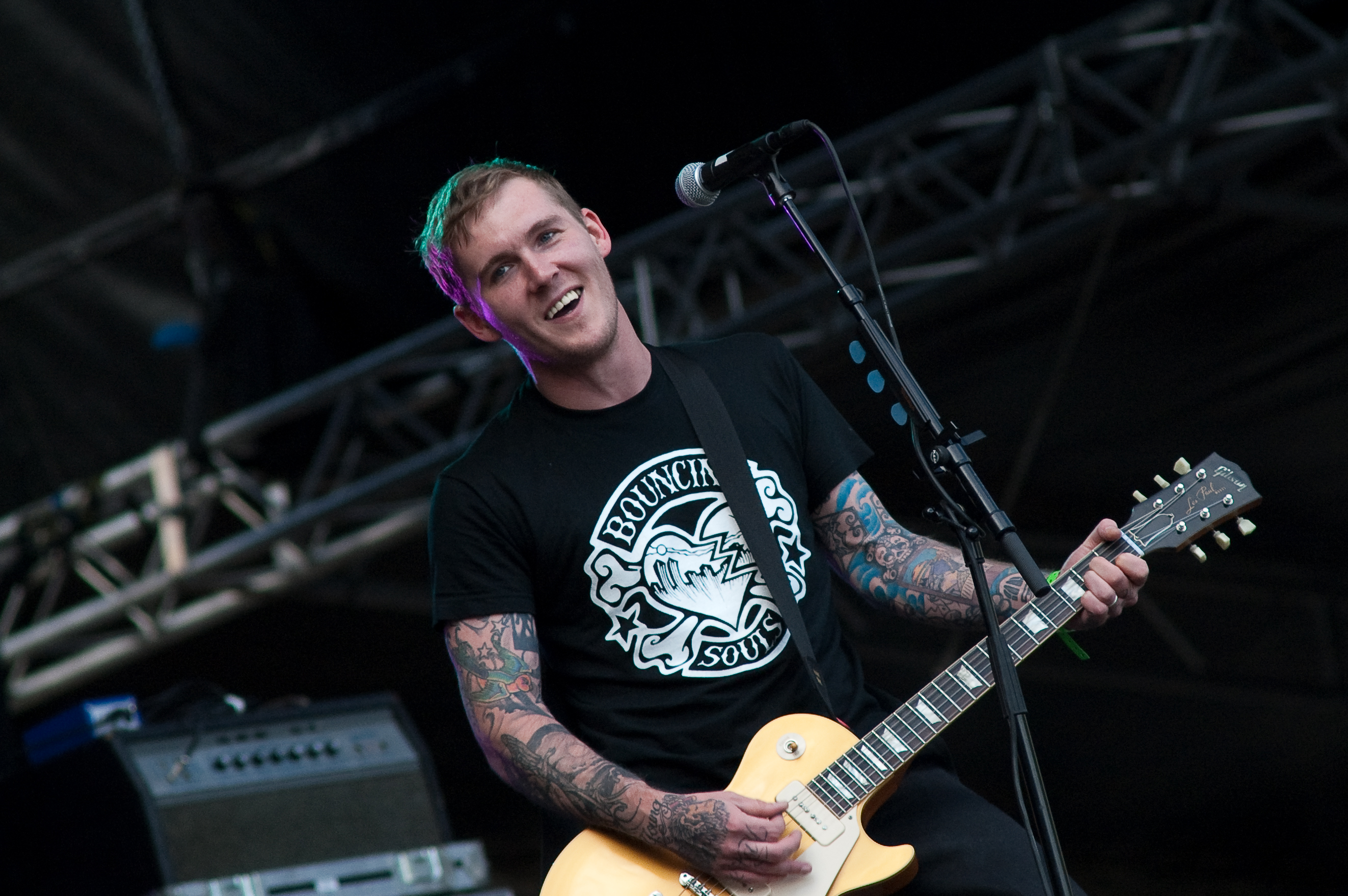
Brian in un concerto del 2009.

Fallon fu il principale compositore e cantante dei Gaslight Anthem sin dalla loro transizione da This Charming Man. Con la band registrò cinque album in studio, Sink o Swim, The '59 Sound, American Slang, Handwritten e Get Hurt . Nel 2009, si unì a Bruce Springsteen sul palco dell'Hard Rock Calling Festival, eseguendo la canzone "No Surrender". Il 29 luglio 2015, la band annunciò una pausa indefinita dopo il tour estivo europeo, che si concluse con un'apparizione al Reading Festival il 30 agosto.
Il 25 Marzo 2022 la band con un post sui propri canali social ha annuncia la reunion per la realizzazione del nuovo LP e di tour e concerti.

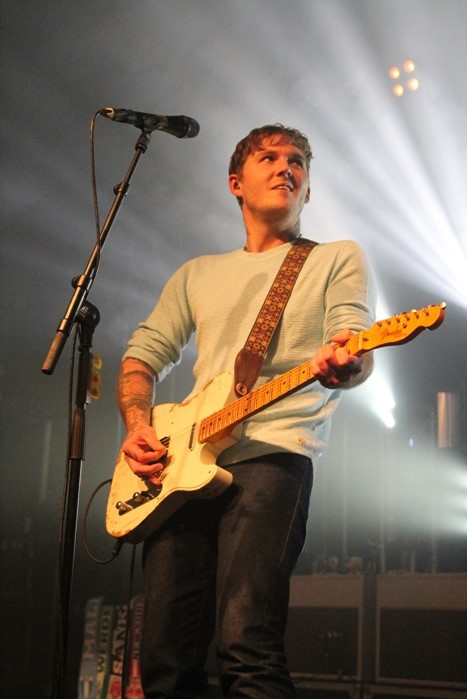
Fallon con i The Gaslight Anthem a Stoccarda in Germania nel 2014

### The Horrible Crowes (2011-oggi)
Il 20 gennaio 2011, Fallon annunciò sul suo blog di aver formato il gruppo The Horrible Crowes con il suo tecnico di chitarra, Ian Perkins.
Il primo singolo, "Behold the Hurricane", fu reso disponibile per lo streaming su RollingStone.com Archiviato il 21 giugno 2018 in Internet Archive. il 13 luglio 2011. Il 1º settembre, Rolling Stone trasmise in streaming l'album per intero. Il 20 settembre, il video di "Behold The Hurricane" fu caricato sul sito web degli Horrible Crowes.
Il loro album di debutto, Elsie, fu rilasciato il 6 settembre 2011 negli Stati Uniti.

### Molly and the Zombies (2013-oggi)
Molly and the Zombies è un gruppo americana/folk formato nel 2013 da Fallon con il chitarrista e frontman dei Plough United Brian McGee, ex Ryan Adams, con la bassista dei Cardinals, Catherine Popper, e con il batterista deo Scissor Sisters, Randy Schrager. La band si esibì per la prima volta nel dicembre del 2013 all'Asbury Park, nel New Jersey, aprendo per i Bouncing Souls allo Stone Pony. Secondo Fallon, non esiste un contratto discografico e non ci saranno album. Disse anche che tutta la musica della band, che ha scritto e che non aveva voglia di usare per il Gaslight Anthem, è stata ispirata dall'album Highway 61 Revisited di Bob Dylan. Il nome della band deriva in parte dalla canzone di Roky Erickson "I Walked With a Zombie" e da un film horror del 1943.
Molly and the Zombies si esibirino alla Bell House di Brooklyn, New York, il 5 giugno 2014, con Jared Hart degli Scandals e Dave Hause come atti di apertura. Hanno pubblicato 5 brani gratuitamente online: "Long Drives", "Lucky", "Red Lights", "Sketchy" e "Smoke".

### La carriera da solista (2016 - ad oggi)
Dopo l'annuncio della pausa dei Gaslight Anthem, Fallon decide di dedicarsi alla sua carriera solista realizzando un album e un tour.

#### Painkillers
Fallon pubblicò il suo primo album solista, Painkillers, nel marzo del 2016. Suonò in tournée a sostegno dell'album con la sua band di supporto, i Crowes, che comprende i chitarristi dei Gaslight Anthem Alex Rosamilia e Ian Perkins.

#### Sleepwalkers
Il secondo album solista di Fallon, Sleepwalkers, fu rilasciato il 9 febbraio 2018. Fece un tour a sostegno di questo album durante il 2018.

#### Local Honey
Il terzo album solista di Brian Fallon, Local Honey, fu rilasciato il 27 marzo 2020. L'album ruota attorno a tematiche intime e personali.

#### Night Divine
Il quarto album solista di Brian Fallon, Night Divine, autoprodotto fu pubblicato il 5 Novembre 2021. L'album è una raccolta di inni sacri e canzoni natalizie reinterpretate.

## Band e progetti
- No Release (1997)
- Amping Copper (2001)
- Brian Fallon - Cincinnati Rail Tie (2004)
- This Charming Man (2004–2005)
- The Gaslight Anthem (2006–2015, 2018)
- The Horrible Crowes (2011-oggi)
- Molly and the Zombies (2013-oggi)

## Vita privata
Brian Fallon è cristiano, ma evita di usare riferimenti alla sua fede nella sua musica. Come ha affermato in un'intervista con spinner.com riferendosi all'album American Slang dei Gaslight Anthem del 2010, "Non ci sono canzoni religiose e non ci sarebbero mai potute essere perché tutti e quattro abbiamo opinioni e fedi religiose completamente diverse..."
Gran parte dei testi dell'album del 2014 dei Gaslight Anthem, Get Hurt, furono ispirati dal suo divorzio. Fallon disse: "A volte, non so nemmeno come sia successo. Non so nemmeno come sia andata così. Tutto quello che so è che lo ha fatto. E ora devo capire: cosa devo fare? " Da allora Fallon si è risposato e ha dato il benvenuto al suo secondo figlio.

## Discografia
Album
- Painkillers (2016)
- Sleepwalkers (2018)
- Local Honey (2020)
- Night Divine (2021)

EP
- Georgia (2016)